# Kapliczki bączalskie
Kapliczki bączalskie – historyczne kapliczki i figury przydrożne o wysokiej wartości zabytkowej, mieszczące się na terenie parafii Imienia Maryi i św. Mikołaja w Bączalu Dolnym i sąsiadującym Bączalu Górnym.
- Kapliczka św. Floriana – murowana i bielona, wzniesiona w latach 1780–1810 w stylu późnego baroku, fronton zdobiony czterema półkolumnami i gzymsem, pokryta blachą. We wnęce stoi ludowa, polichromowana rzeźba patrona strażaków, datowana na XVIII wiek. Restaurowana po 2008 roku. Pod opieką OSP Bączal Dolny.
- Kapliczka św. Jana Nepomucena – wnękowa z cegły i otynkowana, wzniesiona w II poł. XIX wieku (ok. 1860), zdobiona prostymi pilastrami, z daszkiem dwuspadowym pokrytym eternitem. Wewnątrz znajduje się XIX-wieczna polichromowana rzeźba świętego Jana Nepomucena o wysokich walorach artystycznych.
- Kapliczka św. Barbary (Barbarka) – znajduje się naprzeciw kościoła parafialnego w Bączalu Dolnym, murowana, zakończona apsydą. Wzniesiona w latach 1800-1825, przeniesiona na obecnie miejsce pod koniec XX wieku, wnęka mieści ludową rzeźbę św. Mikołaja - patrona parafii Bączal Dolny. Oświetlanie zapewniają dwa okna - witraże, po stronie północnej i południowej. Ołtarz kapliczki stanowi współczesna figura świętej Barbary.
- Murowana figura – gotycka, wzniesiona w latach 1440–1590, a na pewno przed 1643 rokiem, być może jako latarnia umarłych – jedna z najstarszych kapliczek w regionie jasielskim. Wysoka na około 4 metry, z trzema otworami po każdej stronie, otoczona ogrodzeniem i przykryta blaszanym czterospadowym zadaszeniem.

- Kapliczka Najświętszej Marii Panny – wzniesiona przypuszczalnie w XIX wieku z błota, pomalowana niebieską farbą. Wewnątrz stoi ludowa rzeźba Matki Bożej Tronującej. Znajduje się na przysiółku Dudkowice przy drodze w kierunku Lisowa. Według legendy wybudowana na miejscu słowiańskiego grodziska.
- Figura Matki Bożej Niepokalanie Poczętej – kamienna o wysokości 1,2 m. Ustawiona jest na betonowym, wielouskokowym postumencie obramionym listwami i zwieńczonym prostym gzymsem. Z tablicą fundacyjną rodziny Cichoniów. Figurę osłania wsparty na metalowym pręcie czterospadowy blaszany daszek, zwieńczony krzyżykiem o trójlistnych zakończeniach ramion. Obiekt powstał w 1926 r. i został odrestaurowany w 1998.

## Galeria

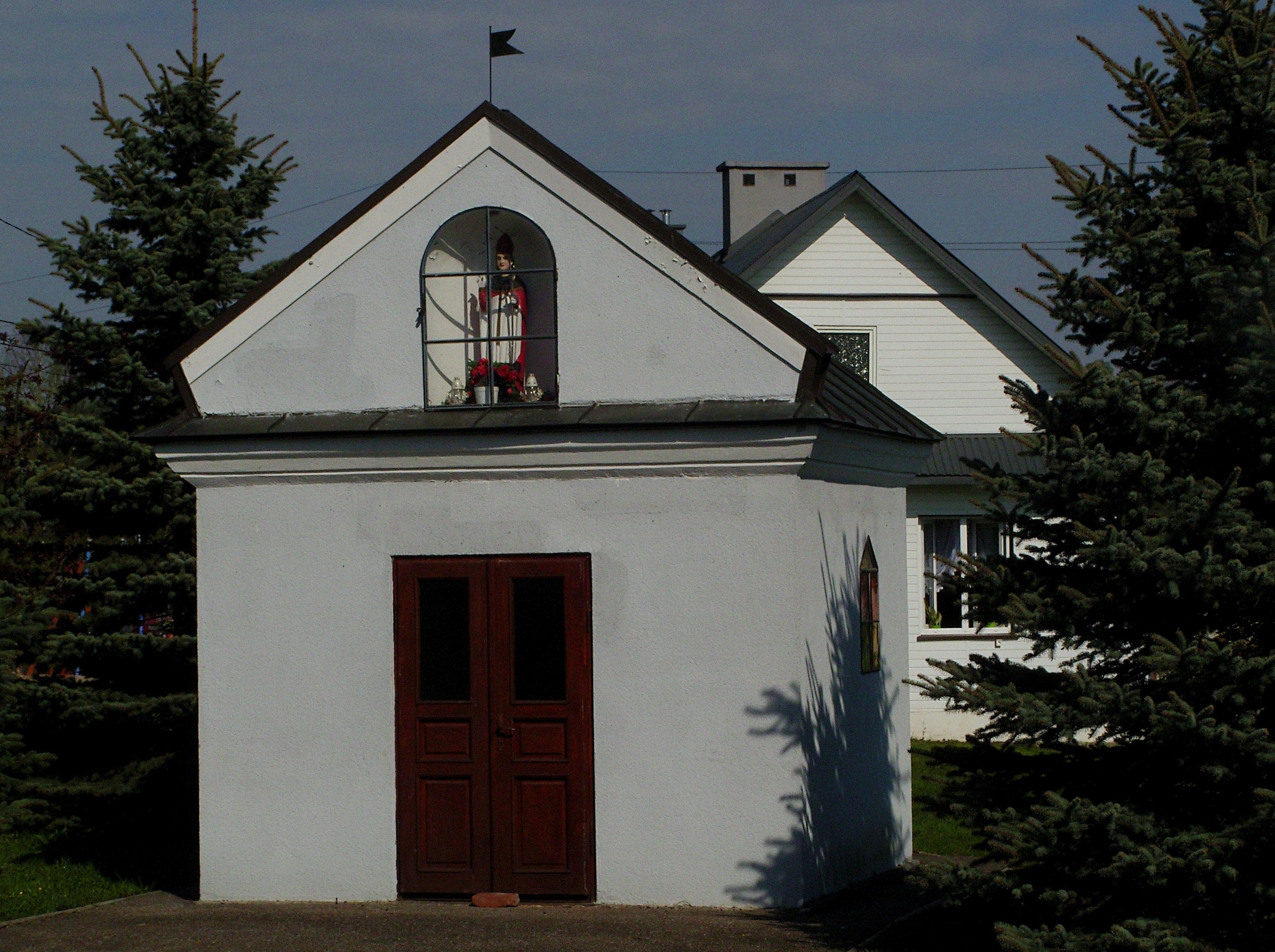
Kapliczka św. Barbary
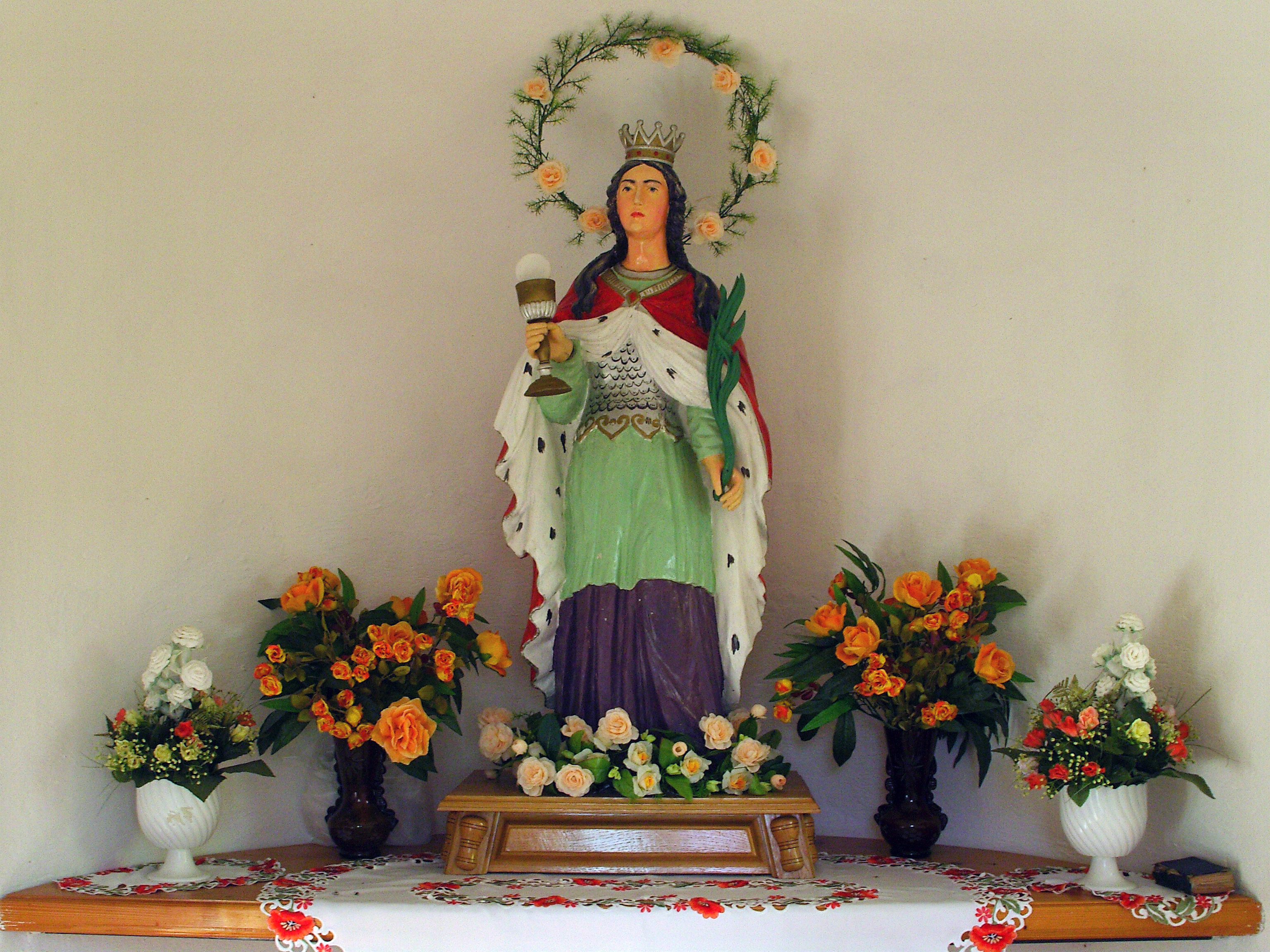
Wnętrze kapliczki św. Barbary
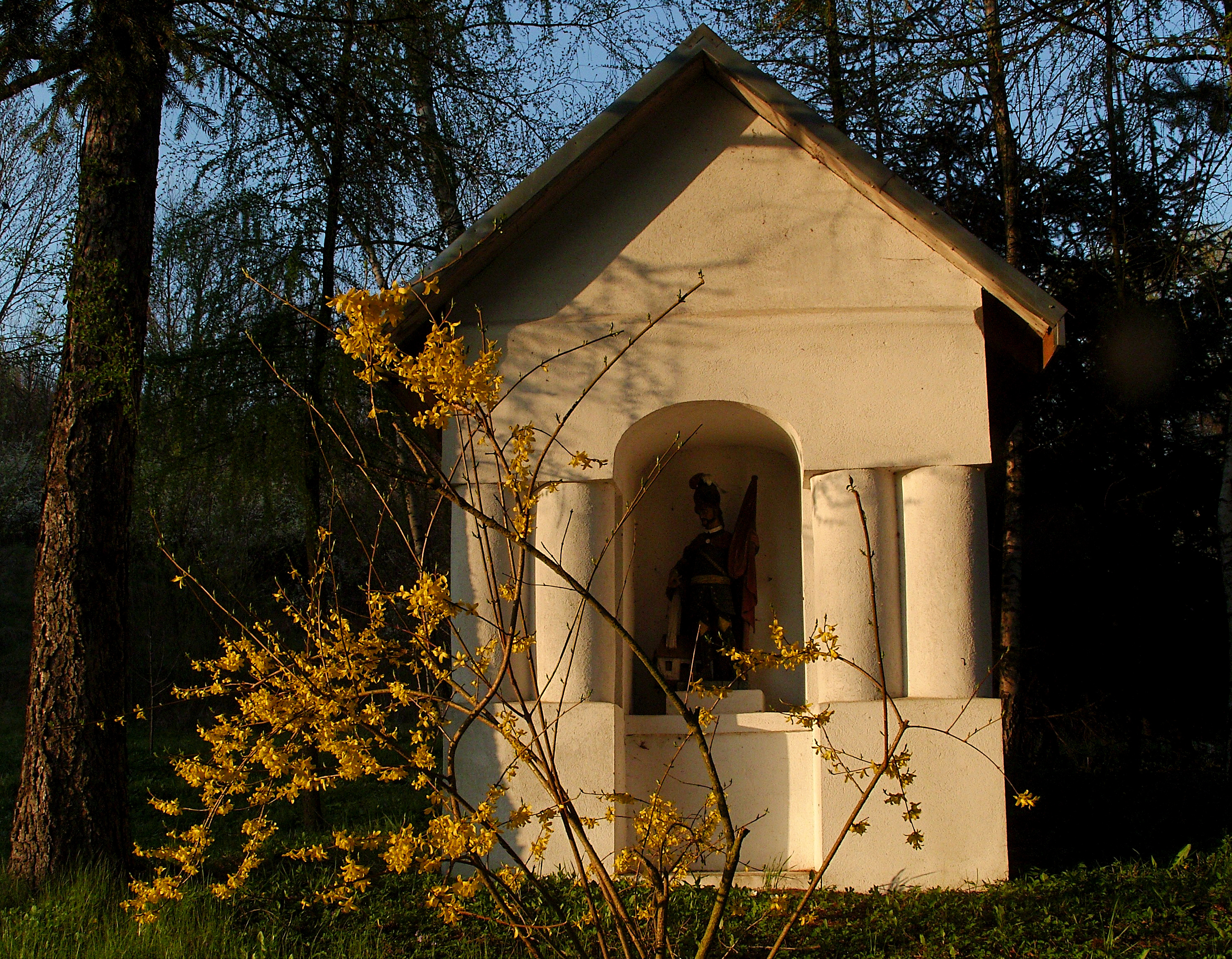
Kapliczka św. Floriana
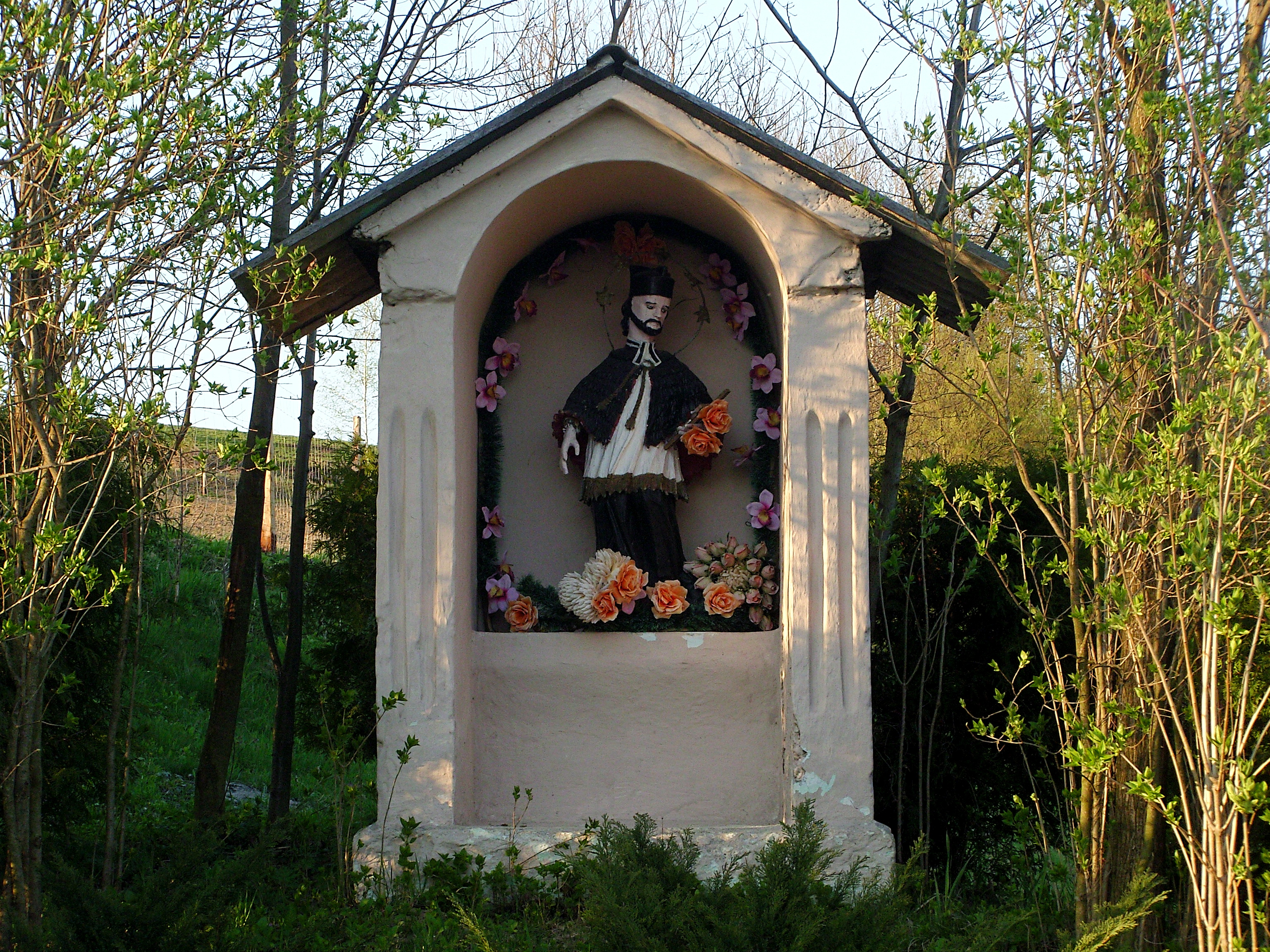
Kapliczka św. Jana Nepomucena
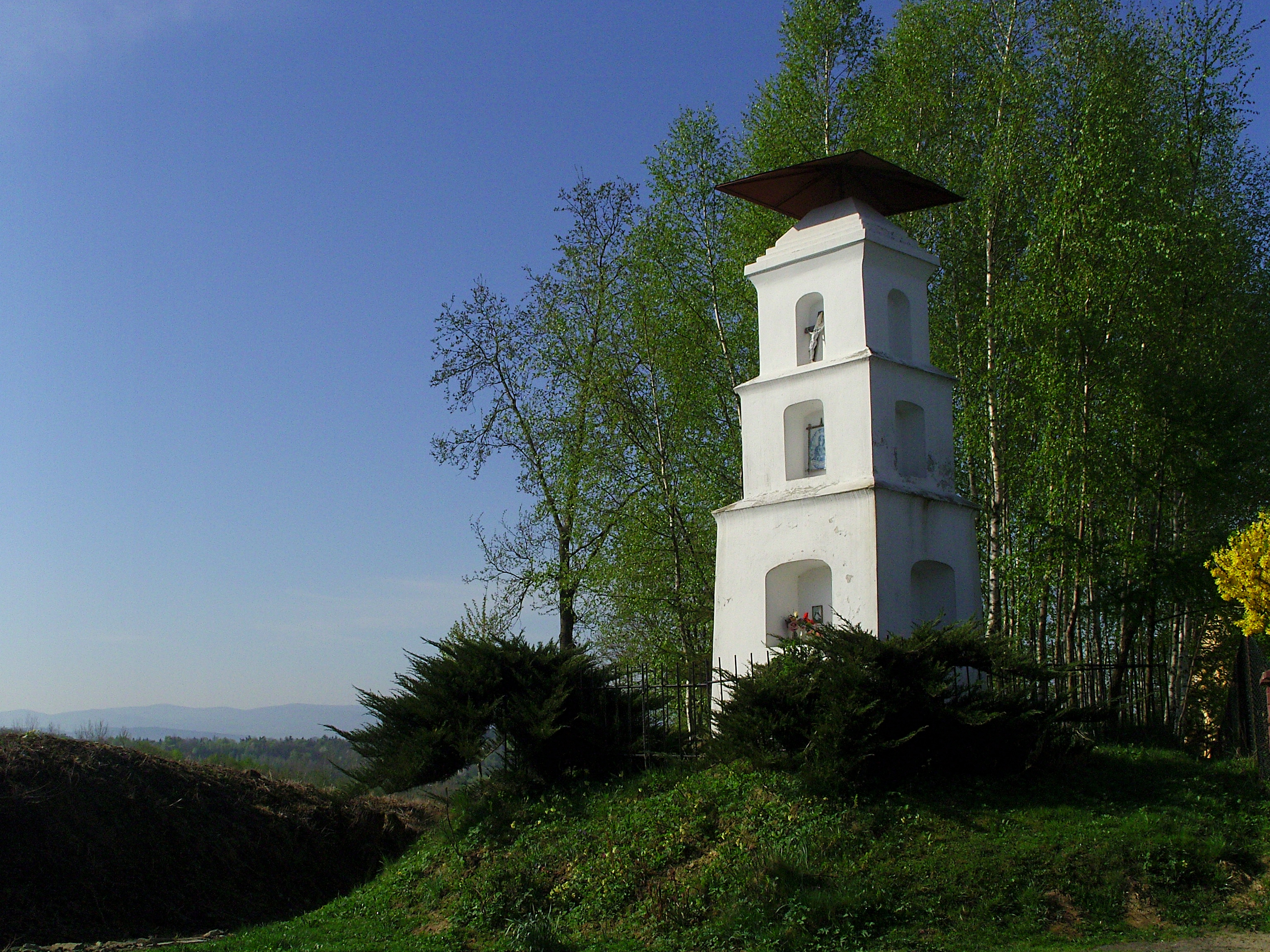
Murowana Figura, sprzed 1643 roku
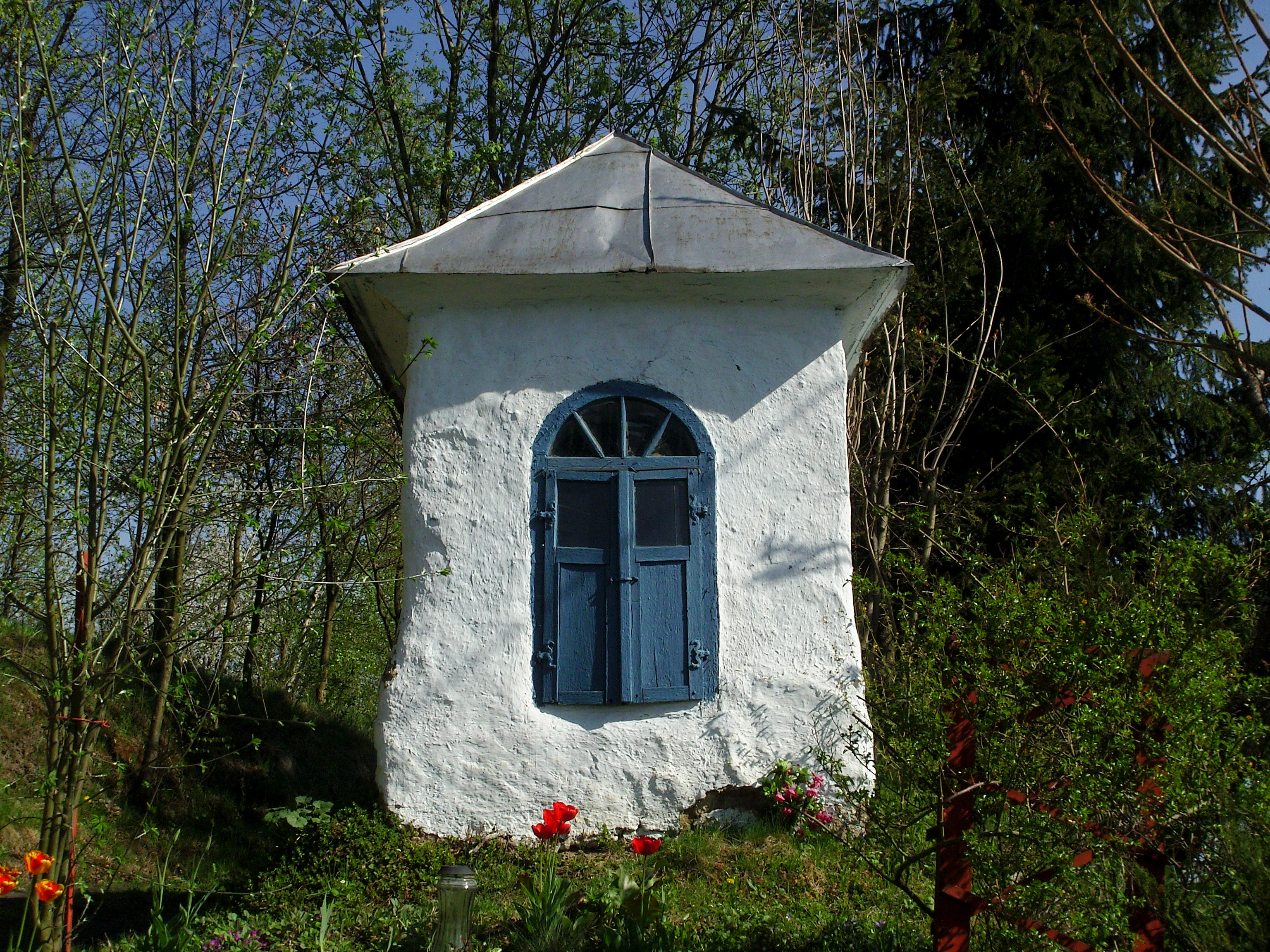
Kapliczka NMP
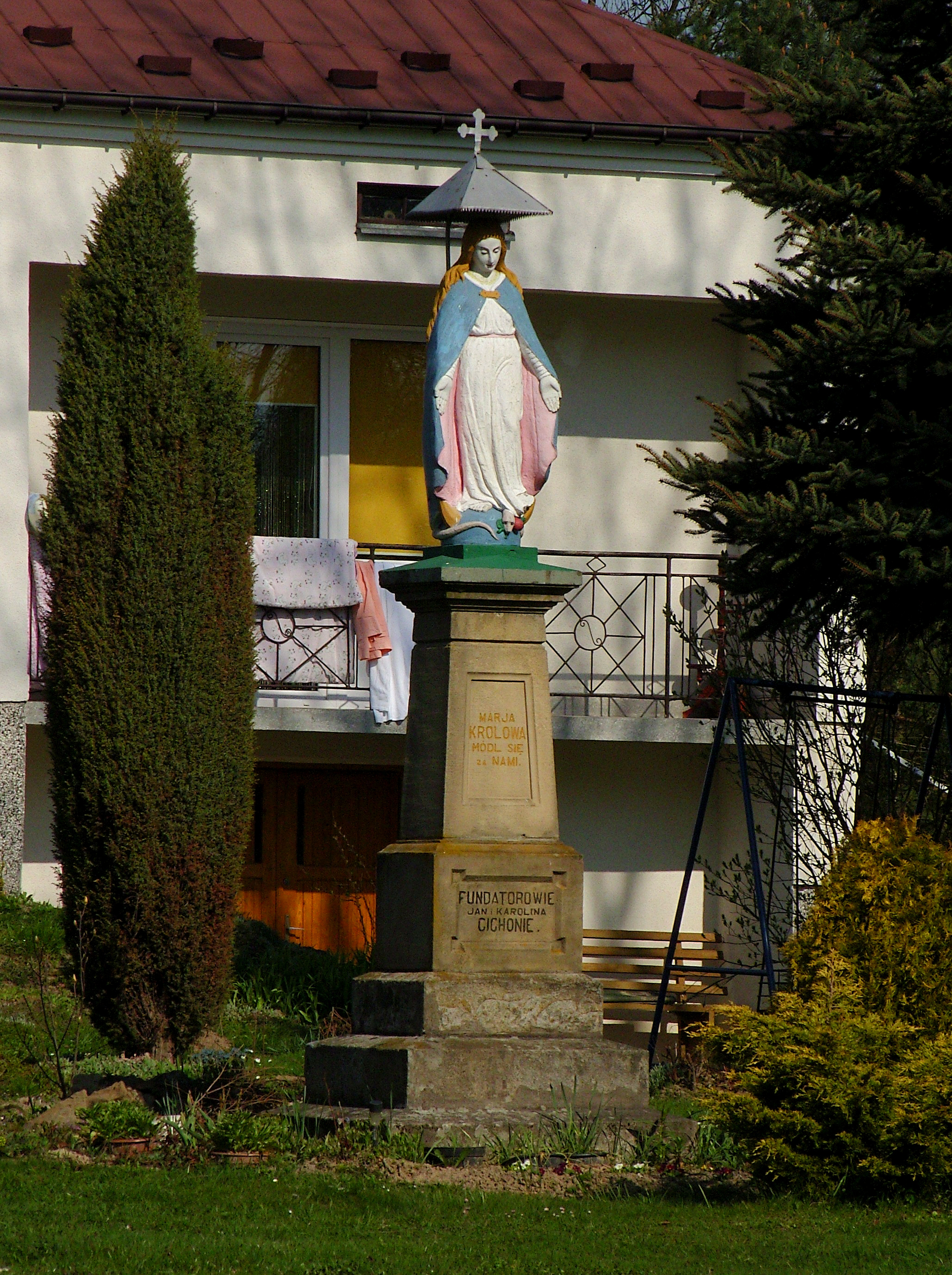
Figura Matki Bożej Niepokalanie Poczętej